# خوسه ساگی-ولا
خوسه ساگی-ولا (اسپانیایی: José Sagi-Vela‎; ۴ اکتبر ۱۹۴۴ – ۲۰ اوت ۱۹۹۱) بازیکن بسکتبال اهل اسپانیا بود. وی در بازی‌های المپیک تابستانی ۱۹۶۸ شرکت کرده‌است.